# ريتا غروس
ريتا غروس (بالإنجليزية: Rita Gross)‏ هي مؤلفة أمريكية، ولدت في 1943 في رينلاندر في الولايات المتحدة، وتوفيت في 11 نوفمبر 2015 في يو كلير في الولايات المتحدة بسبب سكتة.